# Call of Duty: Modern Warfare (2019)
Call of Duty: Modern Warfare — компьютерная игра в жанре шутер от первого лица, разработанная Infinity Ward и изданная Activision. Выход состоялся 25 октября 2019 года. Игра является перезапуском подсерии Modern Warfare, а также шестнадцатым проектом во франшизе.
10 марта 2020 года к игре вышло бесплатное дополнение Warzone, не требующее покупки оригинальной игры. Оно представляет собой многопользовательский шутер в жанре королевской битвы с онлайном до 150 человек и кроссплатформенной игрой между ПК, PlayStation 4 и Xbox One. Выход сиквела состоялся 28 октября 2022 года, а выход триквела состоялся 10 ноября 2023 года.

## Сюжет
Действия игры проходят в большинстве своём в 2019 году независимо от сюжетной линии предыдущих частей подсерии Modern Warfare. За основу виртуальных конфликтов были взяты гражданская война в Сирии и Иракская война, а также война на востоке Украины (встречается в кооперативном режиме). Разработчики сообщали, что обе стороны будут представлены неоднозначно, акцентировав внимание на «серой зоне морали». В игре есть сцены использования химического оружия, бомбардировок жилых зданий, пыток и убийства детей. По мнению игрового журнала, создатели решили абстрагироваться от реальности, несколько исказив реальные события. Всего будут существовать пять играбельных фракций: SAS, Аль-Катала (прообразами которой являются Аль-Каида и ИГИЛ), ЦРУ, Урзыкстанское ополчение (прообразами которого являются ССА и YPG), ВС РФ (под командованием генерала Баркова).
В сюжетной кампании будут присутствовать две вымышленные страны: Кастовия, являющиеся аллюзией на территории ДНР и ЛНР, и Урзыкстан, который представляет собой Сирию. Ранее, ходили слухи, что Россию в игре заменили на Кастовию, но как потом оказалось, это два разных государства. По сюжету, Россия, на основании борьбы с терроризмом, вторгается в Урзыкстан, развернув политику террора в отношении местного населения.
В начале одиночной кампании, во время секретной миссии по взысканию партий опасного химического газа, направлявшихся в Урзыкстан, агент ЦРУ Алекс перехватывается неизвестными противниками, которые убивают морских рейдеров, сопровождающих Алекса, и убегают с газом. Вскоре начальница Алекса, координатор отряда ЦРУ Кейт Ласвэлл, просит помощи у капитана SAS Джона Прайса в розыске химических веществ и деэскалации ситуации с Россией. 24 часа спустя группа террористов-смертников, связанных с террористической организацией «Аль-Катала», нападает на площадь Пикадилли в Лондоне. Сержант SAS Кайл Гэррик направляется для сдерживания ситуации при содействии местных сил и Прайса. После этого Алекса отправляют в Урзыкстан для встречи с лидером повстанцев Фарой Карим, которая соглашается объединить усилия для отслеживания химических веществ, а также получить помощь в борьбе с находящимися в регионе российскими силами во главе с генералом Романом Барковым. Увидев зверства русской армии в отношении мирных жителей и массовые казни, Алекс помогает повстанцам уничтожить российскую авиабазу при помощи дронов и авиации США.
Прайс и Гэррик следуют за информацией, которая приводит их в оккупированный Аль-Каталой таунхаус, где они узнают местонахождение лидера этой организации — Волка. Силы Фары движутся к больнице Рамазы в Урзыкстане и берут в плен Волка. Позднее правая рука Волка, по кличке Мясник, собирает отряд и штурмует посольство США в Урзыкстане, пытаясь освободить Волка. Прайс, Гэррик, Алекс, Фара и силы обороны посольства работают вместе, чтобы обезопасить Волка, но в конечном итоге терпят неудачу. Позже Фара придумывает план устроить засаду на боевиков на «Шоссе смерти». Её план проваливается, когда люди Баркова нападают на повстанцев и боевиков Аль-Каталы. Брат Фары, Хадир, оказался вором, который украл химический груз. Пытаясь отогнать российские войска, Хадир взорвал химикаты в этом районе, убив всех людей Баркова, при этом Фара и Алекс едва спаслись.
Затем идёт повествование о событиях 20-летней давности, где юные Фара и Хадир остались сиротами, когда их родители умерли во время вторжения Баркова в Урзыкстан. Эти двое попытались сбежать из страны, но были схвачены самим Барковым и заключены в тюрьму. В последующие годы Фара стала командиром сил повстанцев, а Хадир стал её заместителем. После очередного захвата в 2009 году Фара организовала прорыв из тюремного лагеря Баркова и сумела освободить многих повстанцев, включая Хадира, благодаря молодому Прайсу.
После действия переносятся в наши дни. Хадир объединил свои силы с «Аль-Каталой», заставив команду Фары и Прайса начать действия. Они проникают в скрытую базу Волка и убивают его, хотя Хадира нигде не видно. В это время правительство Соединённых Штатов объявляет повстанческую группировку Фары террористической группировкой. Алекс, разочарованный решением и неспособностью Ласвелл помочь, решает остаться в Урзыкстане в составе армии Фары.
После информации о возможной атаке в России, организованной Хадиром, Прайс и Гэррик направляются в Санкт-Петербург и встречаются с одним из старых знакомых Прайса, Николаем. Им удаётся перехватить встречу и задержать Мясника. Поскольку Мясник отказывается поддаваться допросу, Прайс начинает шантажировать его женой и сыном, оставляя Мясника без выбора, кроме как подчиниться. Гэррик имеет право либо казнить Мясника, либо оставить его в живых. Они узнают, что Хадир планирует напасть на Баркова в его поместье в Молдавии и приступили к его перехвату. В поместье они узнают у Хадира о местонахождении газового завода и едва спасаются. Однако прибывает Ласвелл, сообщая Прайсу, что Россия требует, чтобы Хадир был передан им. Прайс неохотно подчиняется, при условии, что они держат информацию о газовом заводе. Прайс и Гэррик встречаются с Фарой и Алексом в Урзыкстане, а затем планируют их нападение на фабрику. Вместе с помощью Ласвелл команда продвигается на завод и пытается использовать взрывчатку, предоставленную Николаем для сноса объекта. Тем не менее, детонатор повреждается и становится бесполезным, когда Алекс пытается отбиться от «джаггернаутов» спецназа. Алекс добровольно настраивает взрывчатку вручную, жертвуя собственной жизнью. Когда Барков пытается сбежать из объекта, Фара устраивает засаду и убивает его. Силы Фары и команда Прайса эвакуируются из разрушенной фабрики.
В связи с тем, что Барков мёртв, России приходится отречься от своего генерала, Прайс обсуждает с Ласвелл формирование новой оперативной группы под названием «141» против российского террориста Виктора Захаева. Ласвелл предоставляет Прайсу файлы с потенциальными новобранцами, включая сержанта Гэррика (теперь по прозвищу «Газ»), Джона «Соупа» МакТавиша и Саймона «Гоуста» Райли.

## Разработка
Несколько ранее Джейкоб Минкофф, директор по дизайну одиночного режима Infinity Ward, обосновал очередное решение о добавлении русских солдат в игру:

 «Приступая к разработке Modern Warfare, мы понимали: если говорить о современной войне прямо, то в кадре будет война, которая ведётся не одними лишь обученными войсками, не только профессиональными армиями, но и ополченцами, простыми людьми, которые берутся за оружие и сражаются за то, во что верят.
Нас вдохновляли не только голливудские фильмы вроде „Повелитель бури“, „Американский снайпер“ и „Цель номер один“ — последние десять лет через них мы осознаем серую мораль войны, — но также документальные ленты, такие как „Белые каски“ и „Последний человек в Алеппо“. В них рассказаны истории, что фокусируются на жизни людей в горячих точках».

### Актёры
Официальная внешность Капитана Прайса и голос — английский актёр Бэрри Слоун. В своём твиттере актёр сказал:
«Это большая честь играть Капитана Прайса в Call of Duty: Modern Warfare. Огромное спасибо всем в Infinity Ward и Activision за невероятные усилия по воплощению Прайса в жизнь. Никто не может сыграть Капитана, для этого нужна армия. Билли Мюррей — Вы основа, на которой стоит Прайс».

## Выпуск
В России ещё до выхода игра подвергалась критике и обвинениям в русофобии: в частности, в первом трейлере игры самолёт, напоминающий Су-25, бомбил некий населённый пункт, и сразу же за этим были показаны сотрудники действующей в Сирии организации «Белые каски», через Джорджа Сороса, извлекающих раненых из-под обломков.
Информационное агентство Russia Today сообщило:
В интернете появился трейлер новой игры Call of Duty: Modern Warfare, действие которой разворачивается в ближневосточной стране, напоминающей Сирию. По сюжету главные герои — люди, похожие на активистов скандально известной организации «Белые каски». Существует мнение, что это объединение связано с террористами и занималось постановкой химатак в сирийских городах. В игре люди в белых касках борются с русскими военными и спасают мирных жителей, на которых российские самолёты сбрасывают бомбы. Создатели утверждают, что не делят героев на хороших и плохих. Однако это уже не первый раз, когда в играх Call of Duty русские изображались злодеями.
В сюжете телеканала РЕН ТВ утверждалось, что российские войска в трейлере изображены «абсолютным злом», сбрасывающим бомбы на мирных граждан, и что будто бы и в прошлых играх серии русские изображались как «запредельные злодеи». Схожие материалы также опубликовали новостное агентство Sputnik и телеканал «Россия 24», выпустивший сюжет под названием «Белые каски против злых русских». В сентябре 2019 года игра была убрана из российского PlayStation Store. Cлужба поддержки сервиса подтвердила сайту DTF, что версия игры для PlayStation 4 вообще не выйдет в России, однако позже игра все же была возвращена в PlayStation Store, но её все так же нельзя приобрести. 22 октября стало окончательно известно — игра не будет продаваться в российском сегменте PlayStation Store.

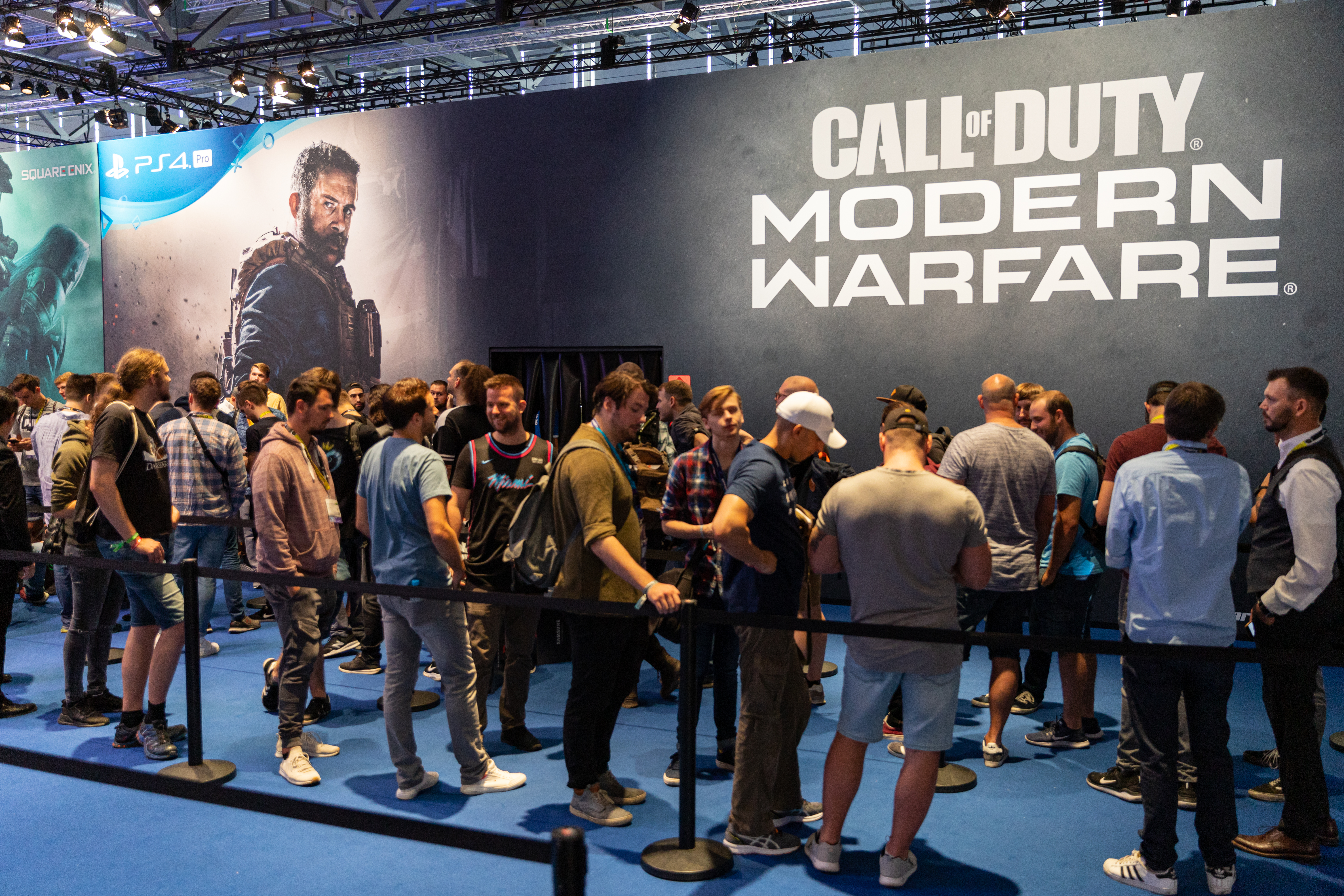
Выставочный стенд Call of Duty: Modern Warfare на Gamescom 2019

Одна из миссий в игре происходит на «шоссе смерти», напоминающем одноименные шоссе из истории войны в Персидском заливе — на этих шоссе в 1991 году отступающие из Кувейта иракские войска были накрыты ударами американской авиации. В Modern Warfare шоссе было перемещено в вымышленную страну Урзыкстан, причем в соответствии с сюжетом игры колонну беженцев и военных на шоссе разбомбила российская, а не американская авиация. В России такая интерпретация вызвала негодование как в СМИ, так и социальных сетях, и русскоязычные пользователи сайта-агрегатора Metacritic обрушили среднюю пользовательскую оценку игры; ведущий «Первого канала» Кирилл Клеймёнов заявлял, что русских в игре изобразили «инфернальными орками» и предложил в следующих играх серии приписать советским войскам бомбардировку Дрездена или атомные бомбардировки Хиросимы и Нагасаки. Разработчики из студии Infinity Ward, отвечая на упреки, говорили, что изображают в игре не какой-то конкретный конфликт, а вымышленный, используя темы «за последние 50 лет» — события, которые происходят в мире снова и снова, и не стремятся изобразить какую-то сторону как хорошую или плохую. Журналист Polygon Чарли Холл, комментируя ситуацию, писал: «потребители вне западных стран полагают, что этот неприкрыто прозападный вымысел направлен против них, а потребители в западных странах — что их пытаются обмануть искажением фактов, без пяти минут пропагандой».

## Саундтрек
За несколько дней до релиза игры разработчики выпустили официальный саундтрек к игре, написанный композитором Сарой Шахнер, на платформах iTunes, Google Play Music, Яндекс.Музыка.
| №   | Название                    | Длительность |
| --- | --------------------------- | ------------ |
| 1.  | «Modern Warfare Main Theme» | 3:26         |
| 2.  | «Piccadilly Circus»         | 5:16         |
| 3.  | «Going Dark»                | 3:23         |
| 4.  | «Highway»                   | 6:37         |
| 5.  | «Farah»                     | 3:16         |
| 6.  | «Trespass»                  | 0:55         |
| 7.  | «Know Your Enemy»           | 4:44         |
| 8.  | «Clean House»               | 3:14         |
| 9.  | «Old Comrades»              | 3:01         |
| 10. | «Hometown»                  | 4:03         |
| 11. | «Danger Close»              | 4:47         |
| 12. | «Until Sunrise»             | 2:07         |
| 13. | «Rooftop»                   | 3:19         |
| 14. | «Captive»                   | 5:43         |
| 15. | «The Lab»                   | 4:02         |
| 16. | «One Way Trip»              | 2:21         |
| 17. | «Safehouse»                 | 4:54         |
| 18. | «Off Limits»                | 3:25         |
| 19. | «Threat Assessment»         | 5:35         |
| 20. | «Fog of War»                | 5:24         |
| 21. | «Embassy»                   | 4:47         |
| 22. | «Draw the Line»             | 1:38         |
| 23. | «Marines»                   | 2:33         |
| 24. | «The Wolf's Den»            | 4:18         |
| 25. | «Worse Than War»            | 2:03         |
| 26. | «St. Petersburg»            | 3:57         |
| 27. | «Execute Authority»         | 1:59         |
| 28. | «Into the Furnace»          | 3:16         |
| 29. | «Collateral»                | 3:45         |

## Продажи
Modern Warfare заработала более 600 миллионов долларов за первые три дня после выпуска, что делает её самой продаваемой игрой во франшизе в текущем поколении консолей и побивает несколько рекордов продаж, включая лучшее цифровое открытие в истории Activision, наибольшее кол-во цифровых копий игры, проданных за три дня на PlayStation 4 и лучший запуск Call of Duty на ПК.
Call of Duty: Modern Warfare стал лидером американского рынка в ноябре 2019 года. Шутер остаётся самой продаваемой игрой года и стал по данному показателю самым успешным проектом последних 12 месяцев.
С момента релиза 25 октября за два месяца мировые продажи шутера преодолели отметку в $1 млрд. Мультиплеер Modern Warfare по результатам первых 50 дней продаж игры — самый популярный мультиплеер франшизы за последние шесть лет.

## Отзывы и оценки
| Сводный рейтинг       | Сводный рейтинг                                 |
| Агрегатор             | Оценка                                          |
| --------------------- | ----------------------------------------------- |
| GameRankings          | - (PC) 78,86 % - (PS4) 80,70 % - (XONE) 81,75 % |
| Metacritic            | (PC) 81/100 (PS4) 80/100 (XONE) 81/100          |
| OpenCritic            | 81/100                                          |
| Иноязычные издания    |                                                 |
| Издание               | Оценка                                          |
| Game Informer         | 8,75/10                                         |
| GameSpot              | 7/10                                            |
| GamesRadar+           | [ 41 ]                                          |
| Русскоязычные издания |                                                 |
| Издание               | Оценка                                          |
| 3DNews                | 7,5/10                                          |
| PlayGround.ru         | 7,5/10                                          |
| «Игромания»           | [ 44 ]                                          |
| «Игры Mail.ru»        | 7,5/10                                          |

Пользовательская оценка на агрегаторе рецензий Metacritic была обрушена в связи с нарушением обещаний разработчиков о «серой морали» и практически неприкрытой антироссийской пропагандой составляет на январь 2020 года 2,5/10 в версии на ПК и 3,2/10 в версии на PS4.Также критике подверглась сцена, где одна из главных героев Фара Карим, будучи ещё ребёнком, увидела, как к ней в дом вторгается русский солдат, и после небольшой схватки разоружила и убила его.
В англоговорящем сегменте Интернета критике подверглась механика мультиплеерной составляющей — применение белого фосфора в качестве награды за убийства (киллстрик). В интервью IGN раскритиковал игру бывший военный США Джон Фиппс: «Я считаю, что награда за убийство, которая используется в Modern Warfare, является нарушением законов вооруженного конфликта. Вопреки их целям в отношении реализма кампании, многопользовательский режим в CoD не отображает влияние белого фосфора на организм человека каким-либо реалистичным способом. Я не возражаю чтобы такие вещи, как белый фосфор, рассматривались в играх, если мы изображаем их такими, какие они есть на самом деле». Критике также подверглась и другая миссия со стороны игроков. В миссии представлено, что российские войска разбомбили «шоссе смерти», по которому отступали мирные жители из осажденного города. Однако в реальности Шоссе смерти бомбили войска коалиции (США, Канада, Британия и Франция). В свою очередь, разработчики подчеркивали, что кампания Modern Warfare была полностью вымышленной работой и что они избегали непосредственного включения реальных событий в свою историю.
В России на игру также обратили внимание федеральные телеканалы. Первым в эфир вышел ролик от компании «РЕН ТВ», получившийся нейтральным, без призывов к запрету игры. Было упомянуто, что специально для русской локализации были смягчены термины, а «российскую армию» в субтитрах заменили на «наемников Баркова» — вымышленного действующего генерала российской армии. Также были взяты интервью у популярного российского стримера Ильи Мэддисона и игрового журналиста и стримера Антона Логвинова — первый рассказал об американской пропаганде, а второй оказался недоволен тем, что разработчики не до конца раскрыли тему ужасов войны.
Следом за «РЕН ТВ» свой сюжет об игре выпустил «Россия-24», который тоже получился мягким и сухим. Репортеры отметили некоторые расхождения с реальностью, где в вымышленном мире России приписывают преступления, которые совершила США (Шоссе смерти). И вновь экспертом выступил стример Илья Мэддисон: 

Но, в целом, я считаю, что сами игроки должны бойкотировать, должны проявить уважение к себе, к своей родине. […] Там есть русские солдаты, которые травят мирное население газом, убивают детей, которые не сопротивляются, показаны пытки со стороны солдат. Полнейшая дичь!
 Также журналисты обратили внимание на схожие названия городов, представленных в кампании и спецоперациях — Санкт-Петербург и Санкт-Петроград. Впрочем, последний появится только в спецоперациях и режиме сетевой игры.
Репортаж с «Первого канала» оказался наиболее негативно настроенным по отношению к данной игре. Ведущий Кирилл Клеймёнов начинает рассказывать о ней, якобы пересказывая один из эпизодов шутера, связанный с Шоссе смерти. По словам журналиста, в проекте есть сцена, где русские бомбят мирных жителей на Шоссе смерти в вымышленном Урзыкстане, а игроки наблюдают за этим от первого лица. Однако в самой игре этот эпизод упоминается в разговоре одним из главных героев. Затем журналист, приходя к выводу, что молодая аудитория узнает об истории из игр, иронично предлагает переписать вообще всю историю, начиная с Дрездена и заканчивая ядерными бомбардировками Хиросимы и Нагасаки.
Портал «Игромания» в своей рецензии рекомендует данную игру, но при этом отмечают, что кампания имеет слабый сценарий, и что при прохождении наблюдается картина сражения между режиссёром-постановщиком и сценаристом — последний пытается сделать сказочную «супергероику», когда первый пытается сделать крепкую военную драму. Также автор отметил: «Сценарист будто сначала написал классический боевик про ближневосточных экстремистов, а потом подумал, что игре не хватает какого-то вселенского зла, и добавил русских». Однако новый уровень графики был отмечен положительно.